# Prva savezna liga Jugoslavije u nogometu 1988./89.
Prvenstvo Jugoslavije u nogometu za sezonu 1988./89. bilo je šezdeseto po redu najviše nogometno natjecanje u Jugoslaviji, četrdeset i treće poslijeratno, koje je započelo 6. kolovoza 1988. i završilo 4. lipnja 1989.

Prvak je postao srbijanski klub, FK Vojvodina, koji je osvojio svoj drugi naslov.

Najbolji strijelac bio je Davor Šuker iz NK Osijek s 18 golova.
Ukupan broj gledatelja bio je 1.323.088.

## Sustav natjecanja
U sezoni je uveden novi način dodjele bodova za ligaške utakmice koje su završile remijem. Za pobjedu su se i dalje dobivala dva boda, a u slučaju neriješenog ishoda na kraju devedeset minuta – izvodili su se jedanaesterci i pobjednik u raspucavanju dobivao je jedan bod, a poraženi nula. Sezona 1988./89. bila je prva u kojoj je uveden ovakav način dodjele bodova, a odluka FSJ-a o njenoj primjeni izazvala je mnogo kritika i kontroverzi. Najveći zagovornik novog pravila bio je predsjednik FSJ-a Slavko Šajber, a u medijima su ga često podrugljivo nazivali "Šajberovim penalima".
Novost je za mjesta koja odlučuju o statusu i u Prvoj ligi i o izlasku u europska natjecanja, u slučaju istog broja bodova, uvedeno je pravilo da prednost ima klub koji ima bolji omjer u međusobnim susretima. Od 1991. to je pravilo dopunjeno davanjem prednosti momčadi koja je kao gost postigla više golova u međusobnim susretima.
U nižim kategorijama obnovljena je Druga savezna liga i jedistvena liga te je uspostavljen treći rang u 4 međurepubličke skupine.

## Formiranje lige
U obzir ulazi 16 najbolje plasiranih iz prethodne sezone, plus pobjednici dviju skupina Druge savezne lige 1987./88.
- Iz Prve savezne lige natjecali su se Crvena zvezda, Partizan, Velež Mostar, Dinamo Zagreb, Sloboda Tuzla, Vardar Skoplje, Radnički Niš, Rijeka, Budućnost, Vojvodina, Osijek, Željezničar, Hajduk Split, Sarajevo, Rad Beograd i Čelik Zenica
- Iz Druge savezne lige: Spartak Subotica (pobjednik zapadne skupine) i Napredak Kruševac (pobjednik istočne skupine)

## Sudionici
| Slovenija | Hrvatska                                    | Bosna i Hercegovina                                                | Srbija                         | Srbija                                                                     | Srbija  | Crna Gora       | Makedonija   |
| Slovenija | Hrvatska                                    | Bosna i Hercegovina                                                | Vojvodina                      | Središnja Srbija                                                           | Kosovo  | Crna Gora       | Makedonija   |
| --------- | ------------------------------------------- | ------------------------------------------------------------------ | ------------------------------ | -------------------------------------------------------------------------- | ------- | --------------- | ------------ |
| - nitko   | - Dinamo (Z) - Hajduk (S) - Osijek - Rijeka | - Čelik (Z) - Sarajevo - Sloboda (T) - Velež (M) - Željezničar (S) | - Spartak (S) - Vojvodina (NS) | - Crvena zvezda (B) - Napredak (K) - Partizan (B) - Rad (B) - Radnički Niš | - nitko | - Budućnost (T) | - Vardar (S) |

- FK Budućnost, Titograd
- FK Crvena zvezda, Beograd
- NK Čelik, Zenica
- NK Dinamo Zagreb, Zagreb
- NK Hajduk, Split
- FK Napredak, Kruševac
- NK Osijek, Osijek
- FK Partizan, Beograd
- FK Rad, Beograd
- FK Radnički Niš, Niš
- NK Rijeka, Rijeka
- FK Sarajevo, Sarajevo
- FK Sloboda, Tuzla
- FK Spartak, Subotica
- FK Vardar, Skoplje
- FK Velež, Mostar
- FK Vojvodina, Novi Sad
- FK Željezničar, Sarajevo

## Pregled sezone
Uoči početka sezone budućem prvaku Vojvodini predviđala se borba za opstanak nakon odlaska iskusnih igrača te dolaskom mladih i neafirmiranih igrača, kao i novog trenera Ljupka Petrovića.
Šampion Crvena zvezda je u jesenjoj polusezoni upisala tri uzastopna poraza i na kraju jesenjeg dijela sezone zauzimala je 9. mjesto. Zbog loših igara smijenjen je trener Branko Stanković, a za novog trenera postavljen je Dragoslav Šekularac. U proljetnom dijelu prvenstva Crvena zvezda uspjet će se uključiti u borbu za naslov, ali će ga praktički izgubiti nakon poraza od izravnog konkurenta Vojvodine s 3:1 u Novom Sadu.
A Partizan je u novu sezonu ušao sa sukobom trenera Fahrudina Jusufija i glavnog tajnika Žarka Zečevića. Prevagnula je strana koja je podržavala Zečevića, pa je Jusufi smijenjen, a za novog trenera imenovan je njegov zamjenik Momčilo Vukotić.

## Ljestvica
| mj.     | klub              | ut. | pob. | ner. | por. | gol+ | gol- | gr  | bod     |
| ------- | ----------------- | --- | ---- | ---- | ---- | ---- | ---- | --- | ------- |
| 1.      | Vojvodina         | 34  | 18   | 5−1  | 10   | 50   | 38   | +12 | 41      |
| 2.      | Crvena zvezda     | 34  | 18   | 2−5  | 9    | 55   | 30   | +25 | 38      |
| 3.      | Hajduk Split      | 34  | 15   | 6−4  | 9    | 50   | 29   | +21 | 36      |
| 4.      | Rad Beograd       | 34  | 13   | 9−2  | 10   | 46   | 38   | +8  | 35      |
| 5.      | Dinamo Zagreb     | 34  | 16   | 2−7  | 9    | 42   | 29   | +13 | 34      |
| 6.      | Partizan          | 34  | 15   | 3−4  | 12   | 52   | 37   | +15 | 33      |
| 7.      | Radnički Niš      | 34  | 14   | 3−4  | 13   | 42   | 35   | +7  | 31      |
| 8.      | Osijek            | 34  | 13   | 5−2  | 14   | 49   | 50   | −1  | 31      |
| 9.      | Vardar Skoplje    | 34  | 13   | 3−4  | 14   | 46   | 51   | −5  | 29      |
| 10.     | Rijeka            | 34  | 14   | 0−7  | 13   | 35   | 34   | +1  | 28      |
| 11.     | Velež Mostar      | 34  | 13   | 2−2  | 17   | 42   | 43   | −1  | 28      |
| 12.     | Sloboda Tuzla     | 34  | 11   | 6−6  | 11   | 35   | 42   | −7  | 28      |
| 13.     | Sarajevo          | 34  | 11   | 6−4  | 13   | 35   | 42   | −7  | 28      |
| 14.     | Budućnost         | 34  | 12   | 4−3  | 15   | 32   | 43   | −11 | 28      |
| 15.     | Spartak Subotica  | 34  | 11   | 4−3  | 16   | 30   | 39   | −9  | 26      |
| 16.     | Željezničar       | 34  | 12   | 1−3  | 18   | 34   | 49   | −15 | 25      |
| 17.     | Napredak Kruševac | 34  | 11   | 1−4  | 18   | 42   | 59   | −17 | 23      |
| 18.     | Čelik Zenica      | 34  | 9    | 5−2  | 18   | 31   | 60   | −29 | 17 (−6) |
|         |                   |     |      |      |      |      |      |     |         |
| Izvori: |                   |     |      |      |      |      |      |     |         |

|  | Vojvodina je prvak Jugoslavije i plasirala na Kup prvaka 1989./90.                                                                                    |
|  | Crvena zvezda, Rad Beograd i Dinamo Zagreb plasirali su se na Kup UEFA 1989./90. Hajduk Split je na dvije sezone suspendiran u europskim natjecanjima |
|  | Partizan osvaja Kup Jugoslavije i plasirao se na Europski kup pobjednika kupova 1989./90.                                                             |
|  | Napredak Kruševac i Čelik Zenica ispali su u Drugu saveznu ligu Čeliku Zenici je oduzeto šest bodova zbog sumnje o namještanju u prošloj sezoni       |

## Rezultati
| 1988./89. | 1988./89.         | VOJ       | C.Z       | HAJ       | R.B       | D.Z       | PAR       | R.N       | OSI       | VAR       | RIJ       | VEL       | SLO       | SAR       | BUD       | SPA       | ŽEL | NAP       | ČEL         |
| 1.        | Vojvodina         |           | 3:1       | 2:0       | 3:0       | 4:1       | 3:2       | 1:0       | 2:1       | 2:0       | 0:0 (4:3) | 1:0       | 4:2       | 1:2       | 2:0       | 2:1       | 1:0 | 3:1       | 2:0         |
| 2.        | Crvena zvezda     | 3:1       |           | 3:0       | 1:0       | 3:1       | 3:1       | 2:2 (4:5) | 2:1       | 0:0 (3:4) | 5:1       | 4:1       | 2:0       | 3:1       | 2:1       | 2:0       | 1:0 | 4:0       | 4:1         |
| 3.        | Hajduk Split      | 0:0 (2:4) | 0:0 (4:2) |           | 2:2 (4:5) | 4:1       | 2:2 (0:2) | 3:0       | 0:1       | 4:1       | 4:0       | 4:0       | 1:0       | 3:1       | 2:1       | 1:0       | 2:0 | 5:0       | 2:0         |
| 4.        | Rad Beograd       | 1:1 (3:2) | 0:0 (4:3) | 0:1       |           | 1:2       | 0:2       | 1:0       | 3:1       | 3:0       | 4:0       | 3:1       | 2:2 (4:1) | 0:2       | 3:1       | 4:0       | 2:1 | 2:1       | 3:0         |
| 5.        | Dinamo Zagreb     | 1:1 (1:3) | 1:0       | 1:0       | 0:0 (4:5) |           | 2:0       | 2:1       | 1:3       | 2:0       | 2:0       | 3:0       | 2:0       | 3:0       | 2:0       | 0:0 (4:3) | 3:1 | 4:0       | 0:2         |
| 6.        | Partizan          | 4:1       | 1:0       | 1:0       | 3:1       | 2:0       |           | 1:0       | 1:1 (3:5) | 0:1       | 1:0       | 1:0       | 0:1       | 6:1       | 3:0       | 1:1 (2:3) | 4:0 | 4:2       | 2:2 (10:11) |
| 7.        | Radnički Niš      | 2:1       | 0:1       | 0:0 (4:5) | 0:0 (2:3) | 1:1 (3:2) | 3:1       |           | 4:2       | 3:1       | 1:0       | 1:0       | 3:0       | 1:0       | 2:1       | 1:0       | 4:0 | 2:1       | 2:0         |
| 8.        | Osijek            | 3:1       | 1:3       | 2:1       | 1:1 (3:1) | 0:2       | 2:1       | 0:0 (4:3) |           | 1:0       | 1:3       | 3:0       | 3:1       | 0:3       | 2:2 (5:4) | 3:1       | 4:1 | 4:0       | 6:2         |
| 9.        | Vardar Skoplje    | 2:1       | 3:1       | 1:1 (3:5) | 1:4       | 0:1       | 1:0       | 1:0       | 2:0       |           | 3:2       | 3:2       | 3:0       | 2:2 (2:4) | 2:1       | 2:0       | 5:1 | 1:1 (4:3) | 6:1         |
| 10.       | Rijeka            | 2:1       | 1:2       | 0:0 (1:3) | 0:1       | 1:0       | 1:1 (3:4) | 0:0 (4:5) | 2:0       | 3:0       |           | 2:1       | 1:0       | 0:0 (2:3) | 0:1       | 0:0 (5:6) | 3:0 | 4:1       | 2:1         |
| 11.       | Velež Mostar      | 0:1       | 1:0       | 2:2 (5:4) | 3:0       | 1:1 (4:3) | 0:1       | 3:0       | 4:0       | 5:1       | 0:3       |           | 2:0       | 1:0       | 2:1       | 2:1       | 0:1 | 2:0       | 3:0         |
| 12.       | Sloboda Tuzla     | 1:1 (3:0) | 1:1 (1:4) | 3:1       | 1:2       | 0:0 (4:3) | 1:0       | 2:2 (5:3) | 1:1 (5:3) | 2:0       | 0:0 (5:4) | 2:4       |           | 0:0 (4:5) | 2:1       | 0:0 (3:5) | 1:0 | 1:0       | 2:0         |
| 13.       | Sarajevo          | 0:0 (1:2) | 1:1 (1:4) | 0:1       | 0:0 (1:4) | 2:1       | 0:0 (4:5) | 2:0       | 0:0 (4:3) | 1:0       | 1:2       | 1:0       | 1:1 (4:2) |           | 4:1       | 1:0       | 2:0 | 1:1 (4:2) | 3:0         |
| 14.       | Budućnost         | 1:0       | 2:0       | 2:1       | 3:0       | 0:0 (3:1) | 0:0 (4:2) | 1:0       | 1:0       | 1:1 (5:6) | 1:0       | 0:0 (6:5) | 1:2       | 2:0       |           | 1:1 (5:6) | 1:0 | 2:1       | 1:0         |
| 15.       | Spartak Subotica  | 0:1       | 1:0       | 0:1       | 2:2 (1:3) | 1:2       | 2:0       | 1:3       | 0:1       | 1:0       | 1:0       | 1:0       | 1:1 (3:2) | 4:2       | 2:0       |           | 2:1 | 1:0       | 2:1         |
| 16.       | Željezničar       | 3:0       | 0:0 (4:3) | 1:1 (5:6) | 0:0 (2:4) | 1:0       | 1:0       | 1:0       | 2:0       | 3:1       | 1:0       | 0:1       | 2:2 (1:4) | 2:1       | 4:1       | 2:1       |     | 4:0       | 1:2         |
| 17.       | Napredak Kruševac | 1:2       | 1:0       | 1:1 (1:3) | 2:0       | 0:0 (7:6) | 4:2       | 4:3       | 2:0       | 1:1 (4:5) | 0:1       | 1:0       | 0:1       | 4:0       | 3:1       | 2:1       | 3:0 |           | 3:0         |
| 18.       | Čelik Zenica      | 3:1       | 2:1       | 1:0       | 1:1 (5:4) | 0:0 (2:4) | 1:4       | 2:1       | 1:1 (2:4) | 1:1 (4:2) | 0:1       | 1:1 (4:2) | 1:2       | 2:0       | 0:0 (3:1) | 0:1       | 1:0 | 2:1       |             |

| 1. kolo 6. 8. 1988. Rad – Crvena zvezda 0:0 – /4:3/ 7. 8. 1988. Partizan – Sloboda 0:1 (0:0) Sarajevo – Vojvodina 0:0 – /1:2/ Hajduk – Čelik 2:0 (0:0) Dinamo – Radnički 2:1 (1:1) Napredak – Spartak 2:1 (0:0) Osijek – Rijeka 1:3 (0:0) Budućnost – Velež 0:0 – /6:5/ Vardar – Željezničar 5:1 (2:1) 2. kolo 14. 8. 1988. Sloboda – Crvena zvezda 1:1 (1:1) – /1:4/ Željezničar – Rad 0:0 – /2:4/ Velež – Vardar 5:1 (2:1) Rijeka – Budućnost 0:1 (0:0) Spartak – Osijek 0:1 (0:0) Radnički – Napredak 2:1 (1:1) Čelik – Dinamo 0:0 – /2:4/ Vojvodina – Hajduk 2:0 (1:0) Partizan – Sarajevo 6:1 (1:0) 3. kolo 20. 8. 1988. Rad – Velež 3:1 21. 8. 1988. Sarajevo – Sloboda 1:1 (0:1) – /4:2/ Hajduk – Partizan 2:2 (1:0) – /0:2/ Dinamo – Vojvodina 1:1 (1:0) – /1:3/ Napredak – Čelik 3:0 Osijek – Radnički 0:0 – /4:3/ Budućnost – Spartak 1:1 – /5:6/ Vardar – Rijeka 3:2 Crvena zvezda – Željezničar 1:0 4. kolo 28. 8. 1988. Sloboda – Željezničar 1:0 (1:0) Velež – Crvena zvezda 1:0 (1:0) Rijeka – Rad 0:1 (0:1) Spartak – Vardar 1:0 (1:0) Radnički – Budućnost 2:0 (1:0) Čelik – Osijek 1:1 (0:0) – /2:4/ Vojvodina – Napredak 3:1 (0:0) Partizan – Dinamo 2:0 (1:0) Sarajevo – Hajduk 0:1 (0:1) 5. kolo 3. 9. 1988. Napredak – Partizan 4:2 (2:0) Dinamo – Sarajevo 3:0 (1:0) Željezničar – Velež 0:1 (0:1) 4. 9. 1988. Rad – Spartak 4:0 (2:0) Crvena zvezda – Rijeka 5:1 (2:0) Hajduk – Sloboda 1:0 (1:0) Osijek – Vojvodina 3:1 (0:1) Budućnost – Čelik 1:0 (1:0) Vardar – Radnički 1:0 (0:0) 6. kolo 10. 9. 1988. Sloboda – Velež 2:4 (0:1) Rijeka – Željezničar 3:0 (1:0) Spartak – Crvena zvezda 1:0 (0:0) Radnički – Rad 0:0 – /2:3/ Čelik – Vardar 1:1 (1:1) – /4:2/ Vojvodina – Budućnost 2:0 (1:0) Partizan – Osijek 1:1 (0:0) – /3:5/ Sarajevo – Napredak 1:1 (1:0) – /4:2/ Hajduk – Dinamo 4:1 (1:0) 7. kolo 17. 9. 1988. Rad – Čelik 3:0 (1:0) 18. 9. 1988. Napredak – Hajduk 1:1 (0:0) – /1:3/ Osijek – Sarajevo 0:3 (0:1) Željezničar – Spartak 2:1 (0:0) Crvena zvezda – Radnički 2:2 (1:1) – /4:5/ 2. 11. 1988. Velež – Rijeka 0:3 Dinamo – Sloboda 2:0 23. 11. 1988. Budućnost – Partizan 0:0 – /4:2/ Vardar – Vojvodina 2:1 (2:1) 8. kolo 25. 9. 1988. Radnički – Željezničar 4:0 (3:0) Vojvodina – Rad 3:0 (2:0) Sarajevo – Budućnost 4:1 (3:1) Hajduk – Osijek 0:1 (0:0) Dinamo – Napredak 4:0 (2:0) Čelik – Crvena zvezda 2:1 (2:1) 16. 10. 1988. Sloboda – Rijeka 0:0 – /5:4/ 2. 11. 1988. Partizan – Vardar 0:1 11. 12. 1988. Spartak – Velež 1:0 9. kolo 1. 10. 1988. Osijek – Dinamo 0:2 (0:2) Rad – Partizan 0:2 (0:1) Velež – Radnički 3:0 (1:0) 2. 10. 1988. Napredak – Sloboda 0:1 (0:1) Budućnost – Hajduk 2:1 (0:0) Vardar – Sarajevo 2:2 (1:1) – /2:4/ Željezničar – Čelik 1:2 (1:1) Rijeka – Spartak 0:0 – /5:6/ Crvena zvezda – Vojvodina 3:1 (1:0) 10. kolo 9. 10. 1988. Sloboda – Spartak 0:0 – /3:5/ Radnički – Rijeka 1:0 (1:0) Čelik – Velež 1:1 (1:1) – /4:2/ Vojvodina – Željezničar 1:0 (1:0) Partizan – Crvena zvezda 1:0 (1:0) Sarajevo – Rad 0:0 – /1:4/ Hajduk – Vardar 4:1 (1:1) Dinamo – Budućnost 2:0 (1:0) Napredak – Osijek 2:0 (1:0) 11. kolo 22. 10. 1988. Vardar – Dinamo 0:1 (0:0) Crvena zvezda – Sarajevo 3:1 (2:1) Željezničar – Partizan 1:0 (0:0) Velež – Vojvodina 0:1 (0:1) 23. 10. 1988. Osijek – Sloboda 3:1 (2:0) Budućnost – Napredak 2:1 (2:1) Rijeka – Čelik 2:1 (2:0) Spartak – Radnički 1:3 (1:2) Rad – Hajduk 0:1 (0:1) 12. kolo 30. 10. 1988. Sloboda – Radnički 2:2 (2:1) – /5:3/ Čelik – Spartak 0:1 (0:1) Vojvodina – Rijeka 0:0 – /4:3/ Partizan – Velež 1:0 (0:0) Sarajevo – Željezničar 2:0 (1:0) Hajduk – Crvena zvezda 0:0 – /4:2/ Dinamo – Rad 0:0 – /4:5/ Napredak – Vardar 1:1 (0:0) – /4:5/ Osijek – Budućnost 2:2 (1:0) – /5:4/ 13. kolo 5. 11. 1988. Crvena zvezda – Dinamo 3:1 (1:1) Rijeka – Partizan 1:1 (1:1) – /3:4/ 6. 11. 1988. Velež – Sarajevo 1:0 (0:0) Budućnost – Sloboda 1:2 (0:2) Vardar – Osijek 2:0 (1:0) Rad – Napredak 2:1 (1:1) Željezničar – Hajduk 1:1 (0:0) – /5:6/ Spartak – Vojvodina 0:1 (0:0) Radnički – Čelik 2:0 (0:0) 14. kolo 26. 11. 1988. Dinamo – Željezničar 3:1 Napredak – Crvena zvezda 1:0 27. 11. 1988. Sloboda – Čelik 2:0 Vojvodina – Radnički 1:0 (0:0) Partizan – Spartak 1:1 – /2:3/ Sarajevo – Rijeka 1:2 Hajduk – Velež 4:0 (2:0) Osijek – Rad 1:1 – /3:1/ Budućnost – Vardar 1:1 – /3:2/ 15. kolo 3. 12. 1988. Rad – Budućnost 3:1 (3:0) Velež – Dinamo 1:1 (1:0) – /4:3/ 4. 12. 1988. Crvena zvezda – Osijek 2:1 (1:1) Željezničar – Napredak 4:0 (3:0) Rijeka – Hajduk 0:0 – /1:3/ Spartak – Sarajevo 4:2 (3:0) Radnički – Partizan 3:1 (2:0) Čelik – Vojvodina 3:1 (2:1) Vardar – Sloboda 3:0 (par forfe: zrakoplov s ekipom Slobode nije mogao sletjeti na skopski aerodrom zbog magle) 16. kolo 14. 12. 1988. Sloboda – Vojvodina 1:1 (1:1) – /0:3/ Partizan – Čelik 2:2 – /10:11/ Sarajevo – Radnički 2:0 Hajduk – Spartak 1:0 Dinamo – Rijeka 2:0 Napredak – Velež 1:0 Osijek – Željezničar 4:1 Budućnost – Crvena zvezda 2:0 Vardar – Rad 1:4 17. kolo 17. 12. 1988. Rad – Sloboda 2:2 (2:2) – /4:1/ 18. 12. 1988. Velež – Osijek 4:0 (2:0) Crvena zvezda – Vardar 0:0 – /3:4/ Željezničar – Budućnost 4:1 (0:0) Rijeka – Napredak 4:1 (1:0) Spartak – Dinamo 1:2 (1:2) Radnički – Hajduk 0:0 – /4:5/ Čelik – Sarajevo 2:0 (2:0) Vojvodina – Partizan 3:2 (2:1) | 18. kolo 26. 2. 1989. Crvena zvezda – Rad 1:0 (1:0) Sloboda – Partizan 1:0 (0:0) Vojvodina – Sarajevo 1:2 (1:2) Čelik – Hajduk 1:0 (0:0) Radnički – Dinamo 1:1 (1:1) – /3:2/ Spartak – Napredak 1:0 (1:0) Rijeka – Osijek 2:0 (1:0) Velež – Budućnost 2:1 (1:0) Željezničar – Vardar 3:1 (2:0) 19. kolo 4. 3. 1989. Rad – Željezničar 2:1 (2:1) 5. 3. 1989. Crvena zvezda – Sloboda 2:0 (1:0) Vardar – Velež 3:2 (2:1) Budućnost – Rijeka 1:0 (0:0) Osijek – Spartak 3:1 (1:0) Napredak – Radnički 4:3 (3:2) Dinamo – Čelik 0:2 (0:0) Hajduk – Vojvodina 0:0 – /2:4/ Sarajevo – Partizan 0:0 – /4:5/ 20. kolo 12. 3. 1989. Velež – Rad 3:0 (2:0) Sloboda – Sarajevo 0:0 – /4:5/ Partizan – Hajduk 1:0 (1:0) Vojvodina – Dinamo 4:1 (0:0) Čelik – Napredak 2:1 (2:1) Radnički – Osijek 4:2 (3:1) Spartak – Budućnost 2:0 (0:0) Rijeka – Vardar 3:0 (2:0) Željezničar – Crvena zvezda 0:0 – /4:3/ 21. kolo 18. 3. 1989. Rad – Rijeka 4:0 (1:0) 19. 3. 1989. Željezničar – Sloboda 2:2 (0:1) – /1:4/ Crvena zvezda – Velež 4:1 (2:0) Vardar – Spartak 2:0 (1:0) Budućnost – Radnički 1:0 (0:0) Osijek – Čelik 6:2 (1:1) Napredak – Vojvodina 1:2 (0:0) Dinamo – Partizan 2:0 (1:0) Hajduk – Sarajevo 3:1 (1:1) 22. kolo 26. 3. 1989. Partizan – Napredak 4:2 (3:2) Sarajevo – Dinamo 2:1 (0:0) Rijeka – Crvena zvezda 1:2 (1:1) Velež – Željezničar 0:1 (0:1) Sloboda – Hajduk 3:1 (3:0) Vojvodina – Osijek 2:1 (0:0) Čelik – Budućnost 0:0 – /3:1/ Radnički – Vardar 3:1 (2:1) Spartak – Rad 2:2 (2:2) – /1:3/ 23. kolo 1. 4. 1989. Rad – Radnički 1:0 (1:0) 2. 4. 1989. Velež – Sloboda 2:0 (1:0) Željezničar – Rijeka 1:0 (0:0) Crvena zvezda – Spartak 2:0 (2:0) Vardar – Čelik 6:1 (1:1) Budućnost – Vojvodina 1:0 (0:0) Osijek – Partizan 2:1 (0:1) Napredak – Sarajevo 4:0 (1:0) Dinamo – Hajduk 1:0 (1:0) 24. kolo 9. 4. 1989. Hajduk – Napredak 5:0 (0:0) Sarajevo – Osijek 0:0 – /4:3/ Čelik – Rad 1:1 (0:1) – /5:4/ Spartak – Željezničar 2:1 (1:0) Rijeka – Velež 2:1 (2:0) Sloboda – Dinamo 0:0 – /4:3/ Partizan – Budućnost 3:0 (2:0) Vojvodina – Vardar 2:0 (1:0) Radnički – Crvena zvezda 0:1 (0:0) 25. kolo 15. 4. 1989. Rad – Vojvodina 1:1 (0:0) – /3:2/ 16. 4. 1989. Željezničar – Radnički 1:0 (1:0) Budućnost – Sarajevo 2:0 (0:0) Osijek – Hajduk 2:1 (1:0) Napredak – Dinamo 0:0 – /7:6/ Rijeka – Sloboda 1:0 (1:0) Velež – Spartak 2:1 (1:1) Crvena zvezda – Čelik 4:1 (1:0) Vardar – Partizan 1:0 (1:0) 26. kolo 19. 4. 1989. Dinamo – Osijek 1:3 (1:0) Partizan – Rad 3:1 (0:1) Radnički – Velež 1:0 (1:0) Sloboda – Napredak 1:0 (0:0) Sarajevo – Vardar 1:0 (0:0) Čelik – Željezničar 1:0 (1:0) Spartak – Rijeka 1:0 (1:0) Vojvodina – Crvena zvezda 3:1 (0:0) Hajduk – Budućnost 2:1 (1:0) 27. kolo 3. 5. 1989. Spartak – Sloboda 1:1 – /4:5/ Rijeka – Radnički 0:0 – /4:5/ Velež – Čelik 3:0 Željezničar – Vojvodina 3:0 (1:0) Crvena zvezda – Partizan 3:1 (1:1) Vardar – Hajduk 1:1 – /3:5/ Osijek – Napredak 4:0 Rad – Sarajevo 0:2 4. 5. 1989. Budućnost – Dinamo 0:0 – /3:1/ 28. kolo 6. 5. 1989. Partizan – Željezničar 4:0 (1:0) Vojvodina – Velež 1:0 (0:0) 7. 5. 1989. Dinamo – Vardar 2:0 (1:0) Sarajevo – Crvena zvezda 1:1 (1:0) – /1:4/ Sloboda – Osijek 1:1 (0:0) – /5:3/ Napredak – Budućnost 3:1 (1:1) Hajduk – Rad 2:2 (2:0) – /4:5/ Čelik – Rijeka 0:1 (0:0) Radnički – Spartak 1:0 (0:0) 29. kolo 13. 5. 1989. Rad – Dinamo 1:2 (1:0) 14. 5. 1989. Radnički – Sloboda 3:0 (0:0) Spartak – Čelik 2:1 (1:1) Rijeka – Vojvodina 2:1 (1:1) Velež – Partizan 0:1 (0:1) Željezničar – Sarajevo 2:1 (0:0) Crvena zvezda – Hajduk 3:0 (1:0) Vardar – Napredak 1:1 (1:1) – /4:3/ Budućnost – Osijek 1:0 (1:0) 30. kolo 21. 5. 1989. Dinamo – Crvena zvezda 1:0 (0:0) Sarajevo – Velež 1:0 (0:0) Sloboda – Budućnost 2:1 (1:1) Osijek – Vardar 1:0 (1:0) Napredak – Rad 2:0 (0:0) Hajduk – Željezničar 2:0 (1:0) Vojvodina – Spartak 2:1 (1:0) Čelik – Radnički 2:1 (1:0) Partizan – Rijeka 1:0 (0:0) 31. kolo 24. 5. 1989. Željezničar – Dinamo 1:0 Čelik – Sloboda 1:2 (0:1) Radnički – Vojvodina 2:1 (0:1) Spartak – Partizan 2:0 Rijeka – Sarajevo 0:0 – /2:3/ Velež – Hajduk 2:2 – /5:4/ Crvena zvezda – Napredak 4:0 (1:0) Vardar – Budućnost 2:1 Rad – Osijek 3:1 32. kolo 28. 5. 1989. Budućnost – Rad 3:0 (2:0) Dinamo – Velež 3:0 (1:0) Sloboda – Vardar 2:0 (1:0) Osijek – Crvena zvezda 1:3 (1:0) Napredak – Željezničar 3:0 (3:0) Hajduk – Rijeka 4:0 (1:0) Sarajevo – Spartak 1:0 (1:0) Partizan – Radnički 1:0 (1:0) Vojvodina – Čelik 2:0 (1:0) 33. kolo 31. 5. 1989. Vojvodina – Sloboda 4:2 (3:2) Čelik – Partizan 1:4 Radnički – Sarajevo 1:0 Spartak – Hajduk 0:1 Rijeka – Dinamo 1:0 Velež – Napredak 2:0 Željezničar – Osijek 2:0 Crvena zvezda – Budućnost 2:1 (0:0) Rad – Vardar 3:0 34. kolo 4. 6. 1989. Sloboda – Rad 1:2 (1:2) Osijek – Velež 3:0 (3:0) Vardar – Crvena zvezda 3:1 (2:0) Budućnost – Željezničar 1:0 (1:0) Napredak – Rijeka 0:1 (0:0) Dinamo – Spartak 0:0 – /4:3/ Hajduk – Radnički 3:0 (2:0) Sarajevo – Čelik 3:0 (2:0) Partizan – Vojvodina 4:1 (2:1) |

## Prvaci
FK Vojvodina
trener: Ljupko Petrović
Igrači (odigrao utakmica/postigao pogodaka):

Čedomir Maras 34 (–36) (vratar)

Budimir Vujačić 31/6

Siniša Mihajlović 31/4

(kap) Miloš Šestić 30/7

Goran Kartalija 28/1

Dušan Mijić 28/2

Svetozar Šapurić 28/1

Stevan Milovac 26/2

Ljubomir Vorkapić 25/6

Dragan Punišić 25/5

Slaviša Jokanović 24/4

Dejan Joksimović 23/5

Milan Popović 20/1

Zoran Mijucić 19/4

Željko Dakić 15/1

Dragan Gaćeša 15

Miroslav Tanjga 14/1

Dragan Marković 7

Zoran Milosavljević 6

Enes Muhić 4

Marijan Zovko 4

Jovo Bosančić 2

Zoran Hajdić 1

Dragan Vasić 1 (–2) (vratar)

Izvori:

## Statistika

### Ljestvica strijelaca
| Pl. | Ime                | Klub              | Pogodaka |
| --- | ------------------ | ----------------- | -------- |
| 1.  | Davor Šuker        | Osijek            | 18       |
| 2.  | Mladen Mladenović  | Rijeka            | 13       |
| 3.  | Dušan Arsenijević  | Rad Beograd       | 12       |
| 3.  | Dragan Stojković   | Crvena zvezda     | 12       |
| 3.  | Semir Tuce         | Velež Mostar      | 12       |
| 6.  | Anto Drobnjak      | Budućnost         | 10       |
| 6.  | Vasil Gunev        | Napredak Kruševac | 10       |
| 6.  | Dejan Lukić        | Radnički Niš      | 10       |
| 6.  | Mirko Mihić        | Sloboda Tuzla     | 10       |
| 10. | Edin Ćurić         | Željezničar       | 9        |
| 10. | Vladimir Gudelj    | Velež Mostar      | 9        |
| 10. | Branko Karačić     | Hajduk Split      | 9        |
| 10. | Radmilo Mihajlović | Dinamo Zagreb     | 9        |

## Poveznice
- Druga savezna liga 1988./89.
- Međurepubličke lige 1988./89.
- Kup maršala Tita 1988./89.

## Vanjske poveznice
- Tempo almanah 1988-1989
- www.historical-lineups.com
  - Godišnjak
  - Klubovi
- Eu-football.info